# Hughes testvérek
Albert Hughes és Allen Hughes, ismertebb nevükön a Hughes testvérek (Detroit, Michigan, 1972. április 1. –) amerikai filmrendező és producer testvérpár.
Az ikerpár olyan filmeket rendezett közösen, mint a Veszélyes elemek (1993), a Halott pénz (1995), A pokolból (2001) és az Éli könyve (2010).
2005 után főként külön filmes és televíziós projekteken dolgoztak, rendezőként és producerként.

## Filmográfia

### Közös filmjeik
| Év   | Magyar cím       | Eredeti cím       | Feladatkör | Feladatkör | Feladatkör | Megjegyzések         |
| Év   | Magyar cím       | Eredeti cím       | Rendező    | Producer   | Író        | Megjegyzések         |
| ---- | ---------------- | ----------------- | ---------- | ---------- | ---------- | -------------------- |
| 1993 | Veszélyes elemek | Menace II Society | Igen       | Igen       | Sztori     | filmzenei producerek |
| 1995 | Halott pénz      | Dead Presidents   | Igen       | Igen       | Sztori     | filmzenei producerek |
| 1999 | Amerikai strici  | American Pimp     | Igen       | Igen       | Nem        | dokumentumfilm       |
| 2001 | A pokolból       | From Hell         | Igen       | Vezető     | Nem        |                      |
| 2010 | Éli könyve       | The Book of Eli   | Igen       | Nem        | Nem        |                      |

### Önálló filmek, sorozatok
Allen Hughes
| Év   | Magyar cím           | Eredeti cím                | Feladatkör | Feladatkör | Feladatkör | Megjegyzések           |
| Év   | Magyar cím           | Eredeti cím                | Rendező    | Producer   | Író        | Megjegyzések           |
| ---- | -------------------- | -------------------------- | ---------- | ---------- | ---------- | ---------------------- |
| 2005 | Sakklépések          | Knights of the South Bronx | Igen       | Nem        | Nem        | tévéfilm               |
| 2008 | New York, I Love You | New York, I Love You       | Igen       | Nem        | Nem        | egy szegmens           |
| 2013 | Megtört város        | Broken City                | Igen       | Igen       | Nem        |                        |
| 2017 | Renitensek           | The Defiant Ones           | Igen       | Vezető     | Igen       | dokumentum-minisorozat |
| 2022 |                      | Dear Mama                  | Igen       | Vezető     | Igen       | dokumentum-minisorozat |

Albert Hughes
| Év   | Magyar cím                         | Eredeti cím                                  | Feladatkör | Feladatkör | Feladatkör | Megjegyzések           |
| Év   | Magyar cím                         | Eredeti cím                                  | Rendező    | Producer   | Író        | Megjegyzések           |
| ---- | ---------------------------------- | -------------------------------------------- | ---------- | ---------- | ---------- | ---------------------- |
| 2018 | Alfa                               | Alpha                                        | Igen       | Igen       | Sztori     |                        |
| 2020 |                                    | The Good Lord Bird                           | Igen       | Vezető     | Nem        | minisorozat (1 epizód) |
| 2023 | A Continental: John Wick világából | The Continental: From the World of John Wick | Igen       | Vezető     | Nem        | minisorozat (2 epizód) |

## Fordítás
- Ez a szócikk részben vagy egészben  a   Hughes brothers című angol Wikipédia-szócikk ezen változatának fordításán alapul.  Az eredeti cikk szerkesztőit annak laptörténete sorolja fel. Ez a jelzés csupán a megfogalmazás eredetét és a szerzői jogokat jelzi, nem szolgál a cikkben szereplő információk forrásmegjelöléseként.